# Schwedenschanze (Gotha)

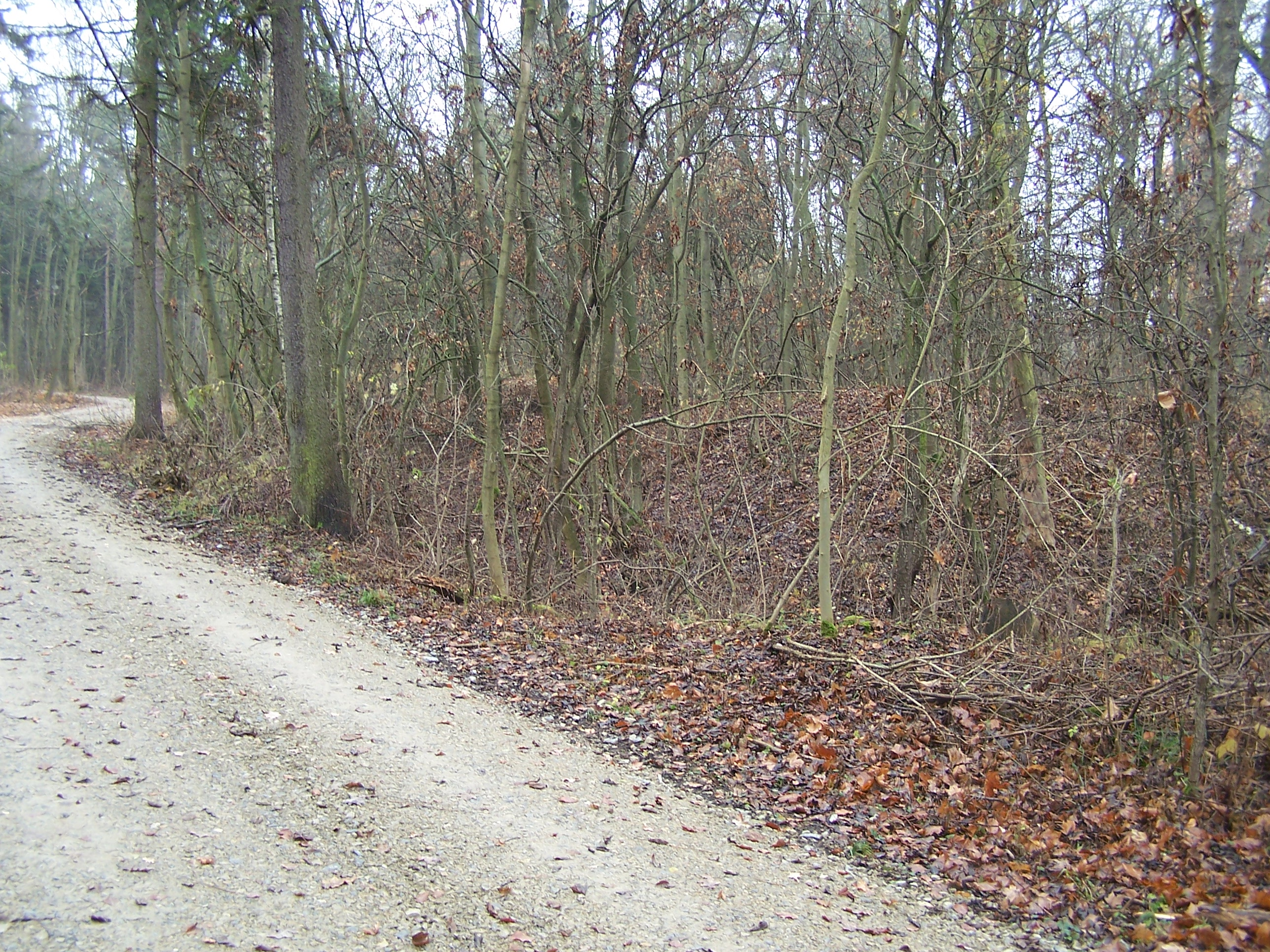
Teilansicht der Wallanlage von Nordwesten

Die Schwedenschanze ist eine kleine neuzeitliche Befestigungsanlage auf dem Gipfel des Krahnbergs am westlichen Stadtrand der thüringischen Kreisstadt Gotha.

## Beschreibung
Der Platz der Schwedenschanze befindet sich etwa 200 m nördlich des Kriegbergs – dessen Name auf die häufige Nutzung als Heerlager verweist. Dicht am Gipfelpunkt des Krahnbergs liegt am Westrand der heutigen Gothaer Gemarkung das Ratsholz. An seinem Südrand markieren noch Hohlwege eine Altstraße, die einst einen Abschnitt der Via Regia bildete. Sie verlief von Eisenach kommend über Mechterstädt nach Neufrankenroda und stieg zum Krahnberg auf. Östlich der Schanze führte der absteigende Weg über den Galberg zur westlichen Gothaer Vorstadt mit dem Kreuzkloster. Von der Schwedenschanze überblickte man auch die von Süden und Norden auf Gotha zulaufenden Landstraßen und Handelswege.

## Geschichte
Der Name „Schwedenschanze“ erinnert an die Zeit des Dreißigjährigen Krieges und blieb bis zur heutigen Zeit im Volksmund erhalten. Gemeint ist damit eine von Bäumen bewachsene, von einem Graben umgebene viereckige Wallanlage, die in ihrer letzten Ausbaustufe wohl auf die Zeit um 1640 zurückgeht. Sie diente als Lagerbefestigung und wohl auch zeitweise als Wachstelle für die Stadt Gotha.

### Grumbachsche Händel
Das Gothaer Land war seit der Reformation protestantischen Glaubens. Bereits im 16. Jahrhundert wurde Gotha in militärische Konflikte hineingezogen, die als Grumbachsche Händel bekannt wurden. Als auf dem Höhepunkt der Auseinandersetzungen Belagerungstruppen das Stadtgebiet umzingelten, wurde auch der Krahnberg 1567 als Armeelager von den Truppen besetzt, die Kurfürst August von Sachsen zur Exekution der Reichsacht zusammengezogen hatte.

### Schwedenzeit
Das Gothaer Gebiet wurde ab 1630 in die Kampfhandlungen während des Dreißigjährigen Krieges hineingezogen.  Zuerst wird über eine Plünderung des Landes durch die kaiserliche Armee unter Tilly geschrieben, dieser folgte 1631 der Durchzug der Schweden nach dem Sieg Gustav Adolfs bei Breitenfeld. Die Schweden besetzten Teile des heutigen Thüringens und waren auch in den Städten Erfurt, Eisenach und Gotha als Garnisonen vertreten. 1632 entstand in Gotha ein großer Stadtbrand infolge der schwedischen Einquartierung. Nach dem Abzug der Schweden erholte sich das Gothaer Gebiet nur langsam. Von Anfang Mai bis zum August 1639 waren die im Heere des schwedischen Generals Johann Banner erkrankten Offiziere und Soldaten von der Stadt zu verpflegen. Im Dezember 1640 wurde Gotha sogar für einige Tage zum Hauptquartier der Schweden bestimmt.

### Siebenjähriger Krieg
Im Siebenjährigen Krieg quartierten sich einige Generäle und höhere Offiziere in Metebach ein. Die mehr als 400 Pferde der Truppe verbrauchten dabei alle Heu- und Hafervorräte. Die Hauptstreitmacht der Reichsexekutionsarmee unter Führung des Herzog von Sachsen-Hildburghausen zog im Herbst 1757 auf den Krahnberg, der von der vorrückenden Koalitionsarmee aus französischen und Reichstruppen zum Marschlager bestimmt wurde. Als Kundschafter einen Anmarsch der feindlichen Preußen meldeten, floh die zahlenmäßig überlegene, aber vollkommen demoralisierte Armee in Eilmärschen nach Westen, wo sie noch vor Eisenach zur erneuten Umkehr gezwungen wurde. Von der Trügleber und Aspacher Bevölkerung wird die Sage erzählt, die Franzosen hätten damals in der Panik des Abmarsches ihre Kriegskasse im Walde vergraben.

### Truppenübungsplatz
Nach dem Zweiten Weltkrieg wurde das teilweise bewaldete Gelände von der Roten Armee als Truppenübungsplatz in Beschlag genommen. Es entstand eine Barackensiedlung und ein Infanterie-Schießplatz, dieser Teil des Krahnbergs wurde somit zum Sperrgebiet und war für Wanderer nicht mehr zu betreten.